# Nechvalice
Nechvalice település Csehországban, a Příbrami járásban. Nechvalice Sedlec-Prčice, Chyšky, Nadějkov, Nedrahovice, Počepice és Petrovice településekkel határos. Lakosainak száma 665 fő (2024. január 1.).

## Népesség
A település lakosságának változását az alábbi diagram mutatja:
| Lakosok száma | 1866 | 1699 | 1475 | 1079 | 696  | 621  | 646  | 659  | 666  | 665  |
|               | 1869 | 1890 | 1921 | 1950 | 1980 | 2001 | 2017 | 2019 | 2022 | 2024 |